# Rhinolophus maclaudi
Espèce
Répartition géographique
Statut de conservation UICN

 EN B2ab(iii) : En danger
Rhinolophe de Maclaud (Rhinolophus maclaudi) est une espèce "en danger" de chauves-souris de la famille des Rhinolophidae.

## Brève description
Comme les autres Rhinolophes, il se caractérise par son nez, avec des membranes nasales contournées qui l'entourent et en particulier par la membrane inférieure en forme de fer à cheval. Ces membranes serviraient à focaliser l’onde ultrasonore émise par leurs narines, et leurs grandes oreilles serviraient à capter l’onde d'écho. Elles utilisent ce système d’écholocation sophistiqué pour naviguer et chasser la nuit. Si ce critère fonctionne pour toutes les espèces, les formes et proportions sont propres à chaque espèce. L’avant bras mesure entre, environ, 4 et 7 cm de long. L'alimentation varie suivant les espèces, mais globalement, elle est composée de moustiques, papillons de nuit, coléoptères, araignées et de scorpions. Ceux-ci sont capturés au vol, en rasant le substrat ou au sol, en embuscade ou en prédation active.
De manière spécifique, il est de couleur brun-marron et les oreilles mesurent 40 à 46 mm de long.